# ويليام روزنبرغ
ويليام روزنبرغ (بالدنماركية: William Rosenberg)‏ هو رسام وممثل دانمركي، ولد في 12 فبراير 1920 بكوبنهاغن في الدنمارك، وتوفي في 6 نوفمبر 2014 في الدنمارك بسبب مرض.

## وصلات خارجية
- ويليام روزنبرغ على موقع IMDb (الإنجليزية)
- ويليام روزنبرغ على موقع أول موفي (الإنجليزية)
- ويليام روزنبرغ على موقع قاعدة بيانات الأفلام السويدية (السويدية)
- ويليام روزنبرغ على موقع قاعدة بيانات الفيلم (الإنجليزية)
- ويليام روزنبرغ على موقع كينوبويسك (الروسية)